# أشلي أرتوس
أشلي ديفيد أرتوس (بالإنجليزية: Ashley Artus)‏ من مواليد 28 يناير 1971 هو ممثل سينمائي وتلفزيوني ومسرح إنجليزي.

## حياة سابقة
ولد آشلي أرتوس في نيوكاسل أبون تاين شمال شرق إنجلترا. والدته ممرضة ووالده طبيب من الشرق الأوسط. التقى والديه في كلية الطب وتزوجا. بعدها انفصلت والدته ووالده عندما كان يبلغ من العمر سنة واحدة فقط. نشأ بشكل مشترك بين والدته. قام بتربيته مؤخرًا من قبل والد زوجته. فاز بجائزة أفضل صورة طفل في مجلة نيوكاسل في عامه الأول (1971).

## أعمال
| عام  | عنوان                                          | دور                     |
| ---- | ---------------------------------------------- | ----------------------- |
| 1995 | القاضي دريد                                    | القرفصاء 1              |
| 1998 | حكمة التماسيح                                  | رئيس العصابة            |
| 1999 | رأسا على عقب                                   | السيد مارشمونت          |
| 2001 | قبلة قبلة بانغ بانغ)                           | ميك فوت                 |
| 2001 | ثياب الإمبراطور الجديدة                        | صغار منظم               |
| 2003 | إنجيل يوحنا                                    | رجل في الحشد # 1        |
| 2004 | منارة هيل                                      | جوليان الهبي            |
| 2005 | هاري بوتر وكأس النار                           | الموت الآكل # 3         |
| 2007 | هجوم الجريفون                                  | جيرارد                  |
| 2010 | البؤساء في حفل موسيقي: الذكرى الخامسة والعشرون | يلقي ثيناردييه باربيكان |
| 2012 | البؤساء                                        | وسيط البيدق             |

## روابط خارجية
- أشلي أرتوس على موقع IMDb (الإنجليزية)
- أشلي أرتوس على موقع قاعدة بيانات الفيلم (الإنجليزية)